# Paraíso (Tabasco)

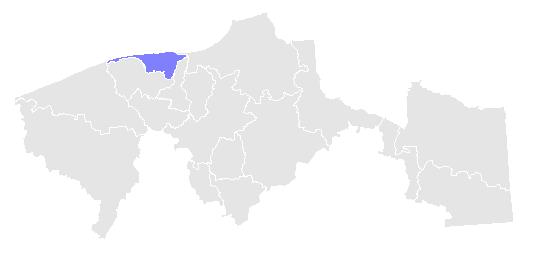
Municipio de Paraíso (mostrado en azul).

La ciudad de Paraíso es la cabecera del municipio homónimo de Paraíso en el estado mexicano de Tabasco. Está ubicada dentro de la región del Grijalva y pertenece a la subregión de la Chontalpa. 
Al norte colinda con el Golfo de México, su principal fuente de ingresos económicos como la pesca, la industria petrolera y el turismo.
Cuenta con una población de 96,741 habitantes aproximadamente, y se localiza en la margen izquierda del río Seco. Se encuentra a una distancia de 78 km al noroeste de la ciudad de Villahermosa capital del estado, con la que se comunica a través de la autopista estatal La Isla-Dos Bocas. Se encuentra a 20 km de la ciudad de Comalcalco y a 58 km de la ciudad de Heroica Cárdenas ambas también en Tabasco.

## Toponimia
Se cree que el nombre de la ciudad, proviene del nombre del "árbol de paraíso" o "Gracia de Dios" el cual abundaba mucho en la zona en donde se fundó la población, cabe destacar que contamos con una bebida muy rica y fresca llamada pozol, una bebida de cacao y agua
Otra teoría de su nombre, es la abundante flora y fauna que existe en dicha zona, lo que hace alusión a un paraíso en el edén, como se conoce a Tabasco, "El edén de México".

## Historia

### Fundación
Se dice que en el año 10,000 a.c. los primeros hombres cruzaron por el estrecho de Bering y llegaron a las costas del Golfo de México, donde hoy se le conoce como Paraíso, y la ciudad recibió su nombre debido a que Cristobal Colón la denominó como su "Paraíso encontrado".
En el año 1823, el entonces Gobernador del estado, el General José Antonio Rincón autorizó la fundación de un campamento maderero en el lugar conocido como: "Paso del Paraíso", el cual fue habitado por mestizos que llegaron procedentes de la villa de Jalpa de Méndez, así como de indígenas del pueblo de Mecoacán. Posteriormente, el 25 de abril de 1824 el mismo José Antonio Rincón autoriza la fundación del pueblo de Paraíso, incluido como una localidad del municipio de Jalpa y a partir del 14 de noviembre de 1834 cuando se creó el municipio de Comalcalco, el pueblo de Paraíso pasó a formar parte de este municipio.
Sin importar eso, Paraíso cuenta con una buena gastronomía, diversos restaurantes de mariscos, entre otros. 
En 1848, la entonces Villa de Paraíso estaba conformada por 65 casas de guano y 1,112 habitantes, la iglesia y el parque que hasta esta fecha existen.

### Destrucción de la villa
Sin embargo, un incidente truncó el progresista camino de Paraíso. Tras las elecciones para gobernador realizadas en 1871 entre Victorio Victorino Dueñas apoyado por los "progresistas" Ante la derrota de los radicales, estos se alzaron en armas a principios de 1872 tomando las villas de Cárdenas, Comalcalco y Paraíso.
En el año de 1872, la villa de Paraíso fue incendiada por las fuerzas "progresistas" encabezadas por Eusebio Castillo al vencer a los radicales a cuya cabeza estaba Faustino Sastré al frente del batallón Libres Costeños, en la llamada guerra de "Los Cangrejos y Pejelagartos". En represalia por el alzamiento de los "radicales", la villa fue totalmente incendiada y destruida por los "progresistas", quedando solo en pie cuatro casas de mampostería. La villa quedó totalmente en ruinas, hasta 1885 en que fue trazada y reconstruida de nuevo.
El 30 de junio de 1890 por decreto del Congreso del Estado, se segrega parte del municipio de Comalcalco y se crea el municipio de Paraíso, por lo que la villa de Paraíso es nombrada cabecera municipal.

### Acciones revolucionarias
El general Ignacio Gutiérrez Gómez tomó Paraíso el 21 de abril de 1911 como parte de su levantamiento revolucionario.
El 25 de agosto de 1914, los generales Carlos Greene Ramírez y Ramón Sosa Torres al mando de las fuerzas revolucionarias de la Chontalpa, tomaron la plaza de Paraíso a sangre y fuego. Tanto revolucionarios como huertístas, mantuvieron la lucha durante varios años hasta el total rendimiento de los huertistas con un saldo trágico de aquella sangrienta guerra que enlutó a muchos hogares paraíseños.
El 26 de diciembre de 1923, por negarse a secundar el movimiento delahuertista es fusilado en el panteón de Paraíso el líder socialista Quintín Arauz Carrillo, llamado luego, "Mártir del Socialismo".

### Categoría de ciudad
El 27 de octubre de 1945 por decreto del gobernador Noé de la Flor Casanova, a la villa de Paraíso le fue otorgada la categoría de ciudad. Aunque en el siglo XX fue declarada como ciudad, fue hasta el siglo XXI cuando se iniciaron planes urbanísticos y de ordenamiento territorial, siendo una de las ciudades más jóvenes del país.

## Geografía

Río Salado.

Barra de Tupilco.

La ciudad de Paraíso, es la cabecera municipal y la localidad más urbanizada del municipio. Paraíso está dividido en barrios y varias colonias.

### Hidrografía
El Río Seco es un cuerpo de agua que desaguan las aguas del Laguna de Mecoacán, al norte su ubica el litoral del Golfo de México hacia la barra de Tupilco.

### Orografía
La cabecera municipal se encuentra sobre el nivel del mar, tiene una altitud de 0-10 m s. n. m. El suelo de la ciudad de Paraíso es uno de los lugares más bajos de altitud en el país, está rodeado de manglares, islas y ríos caudalosos que descienden del norte de Guatemala, de la Sierra de Tabasco y la Sierra Madre de Chiapas.

### Clima
Paraíso es una de las localidades más calurosas del país, su clima es tropical es cálido-húmedo, siendo una de las localidades del país con mucha humedad en el ambiente y llueve casi todo el año. La temperatura durante la primavera puede llegar a superar fácilmente los 40 °C con una humedad relativa superior al 90 %, durante el corto invierno el clima es mucho más seco y las temperaturas son mucho más bajas sin disminuir por debajo de los 10 °C.
Cuenta con abundantes lluvias durante el verano siendo los meses más caluroso los comprendidos entre mayo y agosto con temperaturas que sobrepasan los 34 grados centígrados.
| Parámetros climáticos promedio de Paraíso, Tabasco | Parámetros climáticos promedio de Paraíso, Tabasco | Parámetros climáticos promedio de Paraíso, Tabasco | Parámetros climáticos promedio de Paraíso, Tabasco | Parámetros climáticos promedio de Paraíso, Tabasco | Parámetros climáticos promedio de Paraíso, Tabasco | Parámetros climáticos promedio de Paraíso, Tabasco | Parámetros climáticos promedio de Paraíso, Tabasco | Parámetros climáticos promedio de Paraíso, Tabasco | Parámetros climáticos promedio de Paraíso, Tabasco | Parámetros climáticos promedio de Paraíso, Tabasco | Parámetros climáticos promedio de Paraíso, Tabasco | Parámetros climáticos promedio de Paraíso, Tabasco | Parámetros climáticos promedio de Paraíso, Tabasco |
| Mes                                                | Ene.                                               | Feb.                                               | Mar.                                               | Abr.                                               | May.                                               | Jun.                                               | Jul.                                               | Ago.                                               | Sep.                                               | Oct.                                               | Nov.                                               | Dic.                                               | Anual                                              |
| -------------------------------------------------- | -------------------------------------------------- | -------------------------------------------------- | -------------------------------------------------- | -------------------------------------------------- | -------------------------------------------------- | -------------------------------------------------- | -------------------------------------------------- | -------------------------------------------------- | -------------------------------------------------- | -------------------------------------------------- | -------------------------------------------------- | -------------------------------------------------- | -------------------------------------------------- |
| Temp. máx. abs. (°C)                               | 38.0                                               | 38.0                                               | 42.3                                               | 44.2                                               | 46.0                                               | 48.3                                               | 44.1                                               | 41.0                                               | 38.5                                               | 37.5                                               | 38.0                                               | 38.0                                               | 48.3                                               |
| Temp. máx. media (°C)                              | 27.9                                               | 29.2                                               | 31.9                                               | 35.1                                               | 38.9                                               | 40.5                                               | 36.0                                               | 34.6                                               | 33.0                                               | 31.2                                               | 29.8                                               | 28.3                                               | 36.8                                               |
| Temp. media (°C)                                   | 23.8                                               | 24.5                                               | 26.6                                               | 29.5                                               | 31.0                                               | 32.6                                               | 30.1                                               | 28.9                                               | 28.4                                               | 27.1                                               | 25.7                                               | 24.1                                               | 32.6                                               |
| Temp. mín. media (°C)                              | 19.3                                               | 19.7                                               | 21.3                                               | 23.1                                               | 24.2                                               | 25.4                                               | 23.8                                               | 23.8                                               | 23.7                                               | 23.0                                               | 21.5                                               | 19.9                                               | 25.4                                               |
| Temp. mín. abs. (°C)                               | 10.5                                               | 12.1                                               | 13.0                                               | 15.0                                               | 18.5                                               | 21.2                                               | 20.0                                               | 20.0                                               | 19.5                                               | 17.0                                               | 12.0                                               | 10.9                                               | 10.5                                               |
| Lluvias (mm)                                       | 151.8                                              | 83.4                                               | 50.1                                               | 44.6                                               | 98.9                                               | 218.5                                              | 239.7                                              | 337.5                                              | 461.9                                              | 417.7                                              | 248.5                                              | 149.1                                              | 2501.7                                             |
| Días de lluvias (≥ 0.1 mm)                         | 11.1                                               | 8.5                                                | 5.8                                                | 4.2                                                | 5.9                                                | 13.9                                               | 14.5                                               | 15.7                                               | 18.2                                               | 16.3                                               | 11.3                                               | 11.1                                               | 136.5                                              |
| [cita requerida]                                   |                                                    |                                                    |                                                    |                                                    |                                                    |                                                    |                                                    |                                                    |                                                    |                                                    |                                                    |                                                    |                                                    |

## Economía

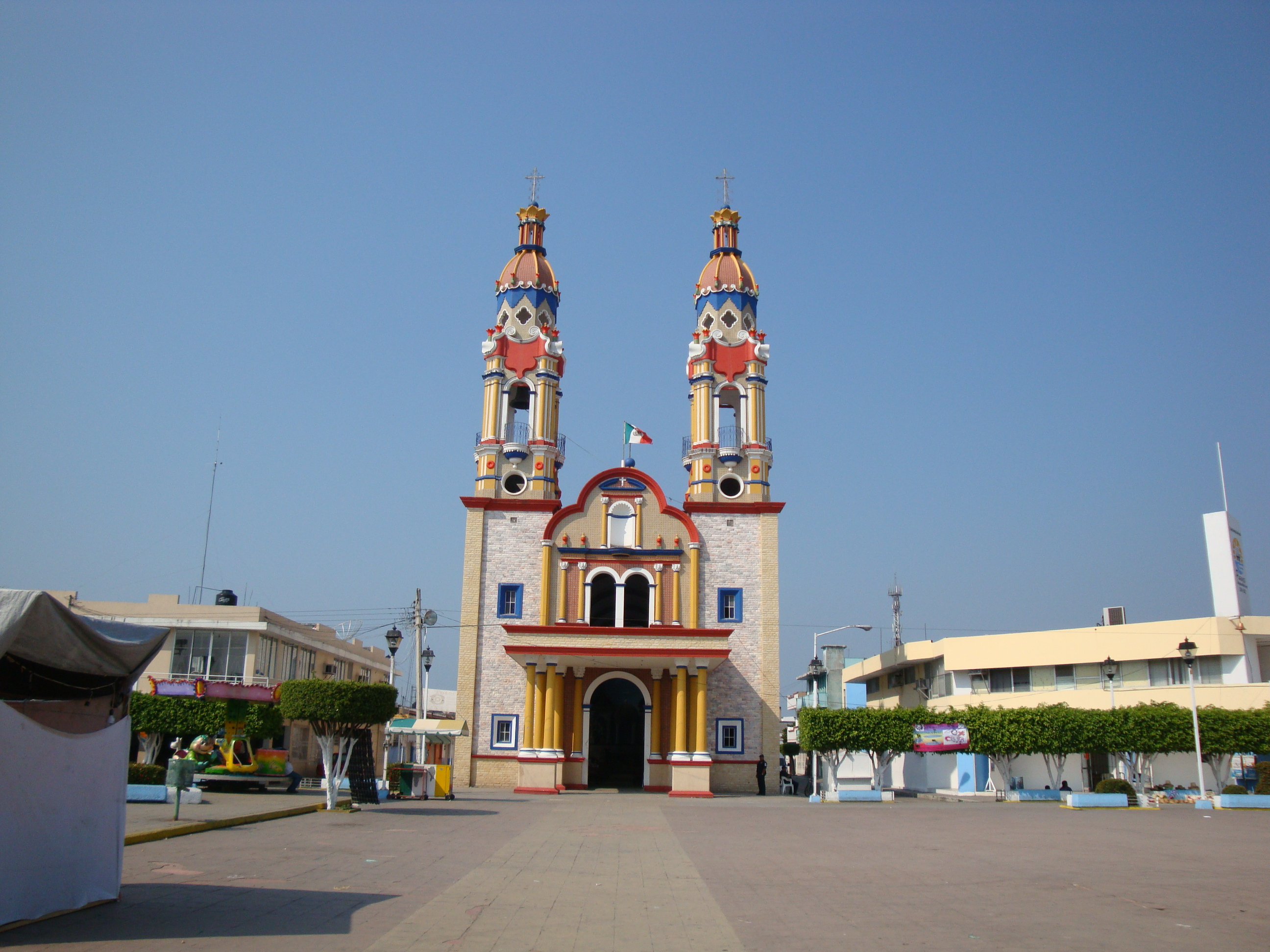
Iglesia de San Marcos y parque principal de la ciudad de Paraíso.

La economía de la ciudad está basada prácticamente en el comercio, ya que al día de hoy registra un fuerte movimiento comercial, propiciado por la actividad de la industria petrolera.
La actividad de Petróleos Mexicanos representa uno de los pilares de la economía de la ciudad de Paraíso, ya que aquí se localiza el Centro Administrativo de la Región Marina Suroeste y el puerto de Dos Bocas. La actividad pesquera, es otra de las fuentes económicas de  Paraíso, es uno de los principales productores pesqueros del estado de Tabasco, principalmente ostiones de gran calidad.

### Servicios
La ciudad cuenta con buenos hoteles, algunos de cadenas nacionales e internacionales como el Holiday In Express, Hampton In by Hilton, City Express, entre otros, también posee oficinas de teléfonos, correo, televisión por cable y vía satélite, servicio de internet, alumbrado público, parques, jardines, mercado público, central de autobuses con la mejor carnicería, sitios de taxis, agua potable y drenaje, supermercados y tiendas de autoservicio de cadenas nacionales, y tiendas de conveniencia. También posee franquicias de comida rápida, cafeterías y farmacias. 
En lo referente a educación superior, cuenta con la Universidad Politécnica del Golfo de México.
En el rubro de la salud, la ciudad cuenta con una clínica del IMSS, una clínica del ISSSTE y un hospital de PEMEX, así como un centro de salud.

### Comercios

Corredores comerciales en el centro.

En la actualidad, debido al creciente movimiento comercial, auspiciado por una fuerte actividad en la industria petrolera, la ciudad cuenta con supermercados de cadenas nacionales, tiendas de abarrotes, papelerías, tlapalerías, carnicerías, mercerías, tiendas de ropa, restaurantes y centros nocturnos.
- Zona hotelera de Puerto Ceiba, la cual cuenta con restaurantes, bancos, hoteles de alto nivel, bares y discotecas, oficinas y centro de convenciones.
- Comercios (Liverpool, Chedraui, Soriana, Cinépolis, Aurrerá, Subway, Comex, Domino´s, etc).

### Industrias
- Refinería petrolera "Dos Bocas"

La Secretaria de Energía, Rocío Nahle García, presentó los avances a un año de iniciar los trabajos de construcción de la Nueva Refinería de Dos Bocas, infraestructura que está siendo edificada en un terreno de 586 hectáreas propiedad de Petróleos Mexicanos (PEMEX). Este proyecto ha generado en total 34 mil 42 empleos directos e indirectos para brindar oportunidades a las y los mexicanos.

## Infraestructura

### Carreteras

Puente del Río Seco.

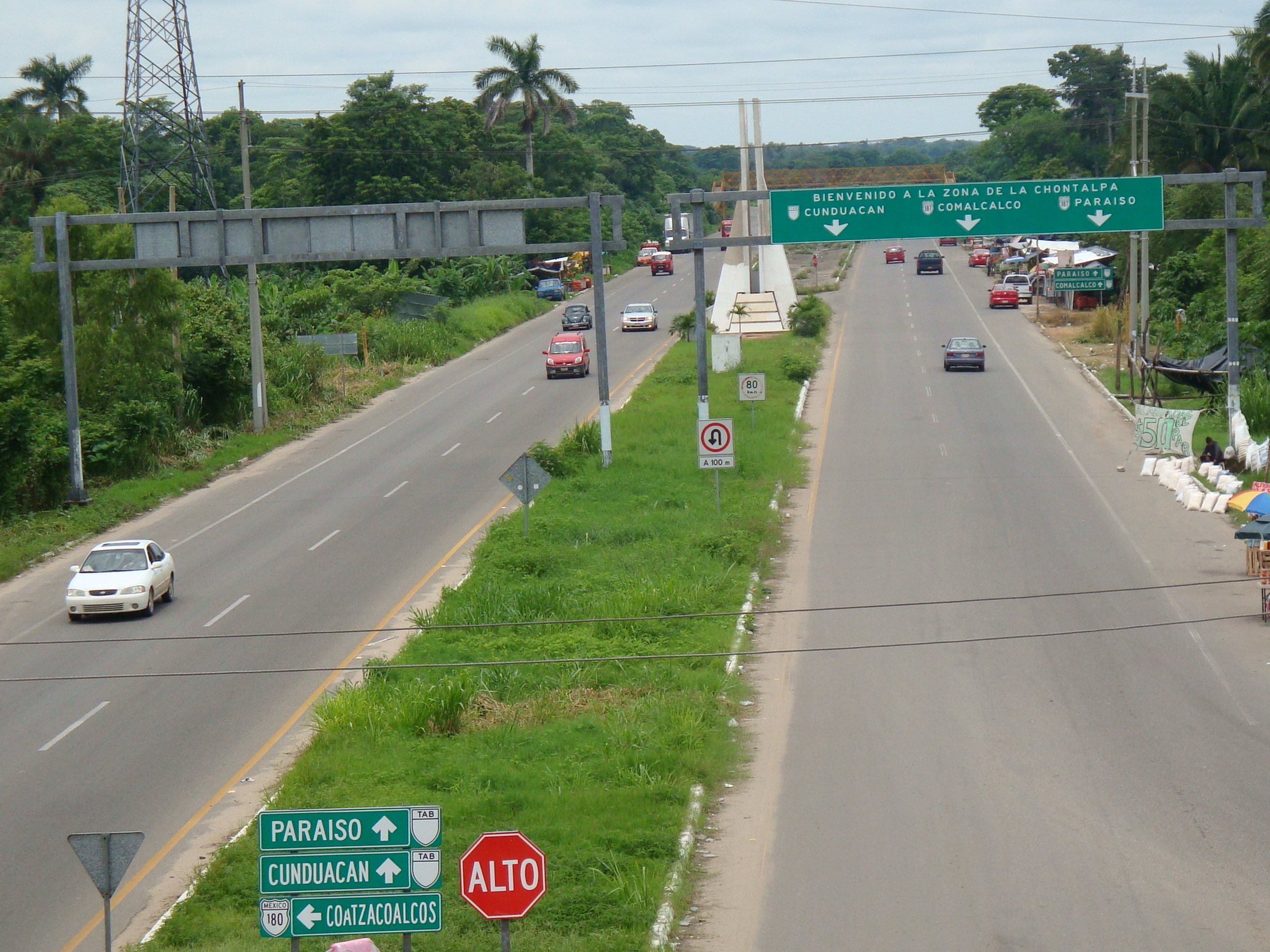
Autopista de 4 carriles La Isla-Puerto Dos Bocas.

- La ciudad de Paraíso se encuentra enlazada con el resto del estado a través de la autopista de cuatro carriles La Isla-Dos Bocas, la cual la comunica con las ciudades de Comalcalco, Cunduacán y Villahermosa.

- También cruza por la ciudad, la carretera federal N° 187 Mal Paso-El Bellote que comunica Paraíso con las ciudades de Comalcalco, Heroica Cárdenas y Huimanguillo. Esta carretera se amplió a cuatro carriles en los tramos Paraíso - Comalcalco y Cárdenas - Huimanguillo.

- La carretera estatal El Bellote-Santa Cruz que comunica a Paraíso con el puerto de Frontera y con Ciudad del Carmen, Campeche.
- La carretera costera del estado que comunica la ciudad de Paraíso con el puerto de Sánchez Magallanes, en el municipio de Cárdenas, aunque esta carretera se encuentra en malas condiciones debido a la erosión ocasionada por el mar.

### Vías marítimas
La ciudad de Paraíso se encuentra comunicada con el mundo a través del puerto de Dos Bocas, que dista apenas 10 km de la ciudad. Este puerto es uno de los principales puertos de exportación petrolera del País, situado en la costa del Golfo de México, además de que por él, se exportan productos agrícolas provenientes del campo tabasqueño. Puede recibir embarcaciones de gran calado, como lo demuestran los cruceros turísticos que han atracado en su muelle en años recientes, procedentes de Estados Unidos.

### Vías férreas
Aunque actualmente no existen vías férreas en el municipio, actualmente se construye el ramal Villa Chontalpa-Puerto Dos Bocas, el cual conectará a la ciudad de Paraíso con el ferrocarril Coatzacoalcos-Mérida y con el resto de las vías férreas del país.

## Demografía
En la cabecera municipal, se encuentran ubicados los principales edificios públicos del municipio, las representaciones estatales y federales. Las principales actividades son la prestación de servicios, el comercio y la pequeña y mediana industria.  La población aproximada es de 25,555 habitantes y tiene una distancia aproximada a la capital del estado de 64 kilómetros.
- Puerto Ceiba: Las principales actividades son la pesca, la industria y el turismo. La distancia a la cabecera municipal es de 6 km y su población aproximada. es de 2,497 habitantes. Es una localidad conurbada con la cabecera municipal, que ya forma parte de la mancha urbana de la ciudad de Paraíso.

### Religión

Culto católico en la ciudad de Paraíso.

En la ciudad de Paraíso se practica principalmente el cristianismo, la Iglesia católica está conformada por el 68 % de los habitantes, había decrecido el número de creyentes por el aumento de las iglesias evangélicas; sin embargo, con la llegada de personas de otros estados del país, ha aumentado el número de creyentes católicos. Desde la evangelización de los primeros europeos que llegaron a las costas de Tabasco, al día de hoy tiene notable presencia en la sociedad paraiseña. 
Existe una fuerte presencia del protestantismo, las iglesias evangélicas, metodistas, adventistas, presbiterianas e iglesias cristianas neo-pentecostales son el segundo grupo religioso y su presencia ha disminuido con la llegada de personas de otros estados del país, donde el catolicismo está más arraigado.

## Turismo

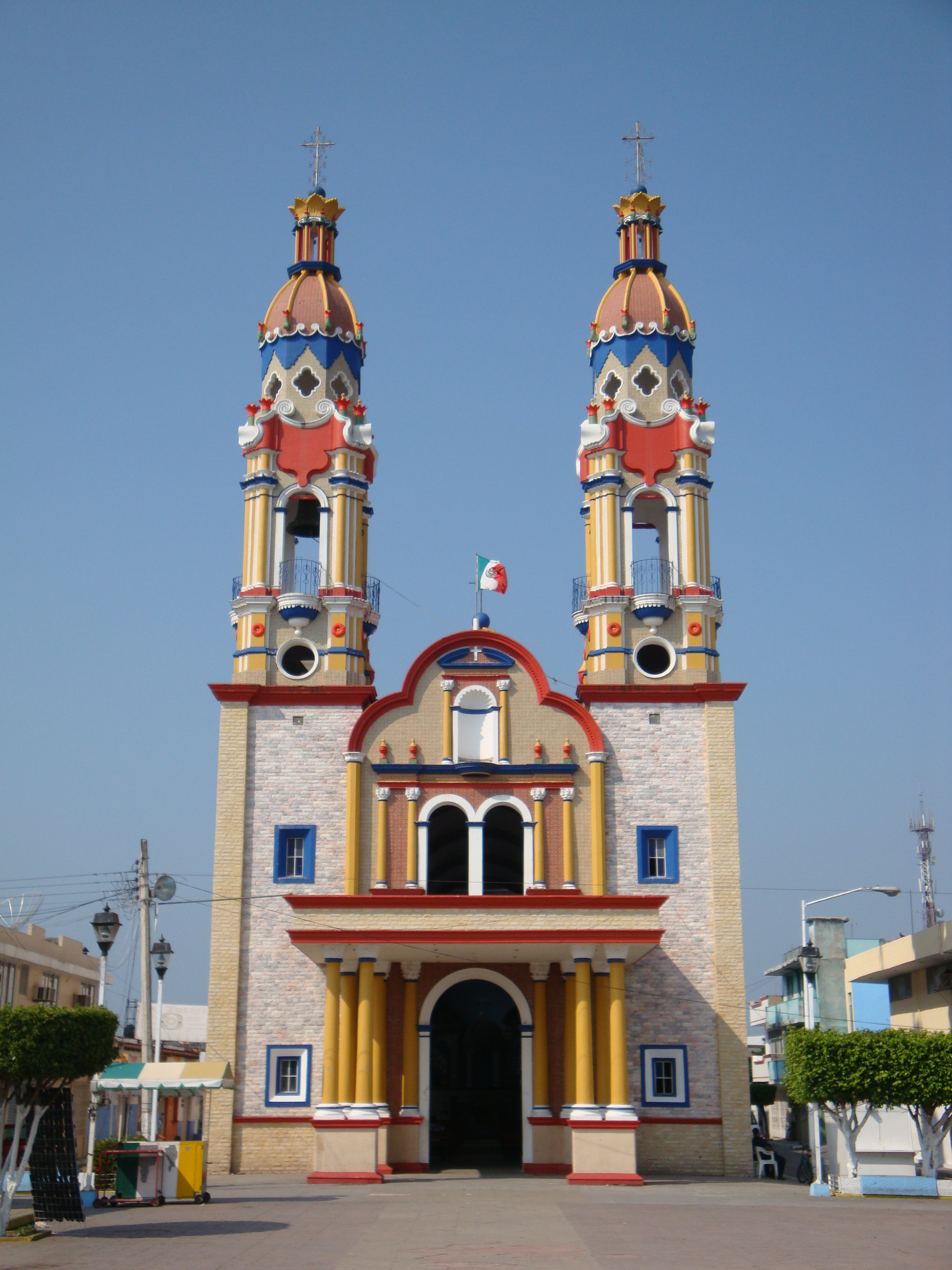
Iglesia de San Marcos. El principal templo religioso de la ciudad.

Glorieta del Cangrejo.

### Centro

#### Iglesia de San Marcos
La iglesia de San Marcos es de las más bonitas, contando también con paisajes y candelabros en ella. Además de brindar un cálido abrazo con la tranquilidad que transmite. Los helados de sabores que se venden en el parque principal de la ciudad son muy solicitados por los visitantes. Esta iglesia forma parte de las más emblemáticas que existen en el estado de Tabasco.  Hace poco te contaba de las muy particulares construcciones, mejor dicho, decoraciones que hay en las iglesias de la Chontalpa en el estado de Tabasco, vimos la más representativa de ellas: la del pueblo de Cupilco. Ahora estamos en otra que, manteniendo la tradición, luego de haber sido construida llevando un cierto patrón del estilo neoclásico aunque ya un poco transformado, tomó los tintes característicos de la región al ser incluidos los colores crema, rojo, azul y blanco para darle cierto colorido se trata de la parroquia de la ciudad de Paraíso.

#### Glorieta del Cangrejo
La Glorieta del Cangrejo, es un distribuidor urbano del tráfico que conecta la plaza principal con los corredores carreteros principales del municipio y del estado. El cangrejo azul o jaibo es un símbolo de la fauna local de las marismas o manglares que bordean la ciudad, una especie de crustáceo único en el país, rodeado de un mangle y algunas garzas blancas.

### Puerto Ceiba

Malecón de Puerto Ceiba.

#### Malecón
El malecón de Puerto Ceiba, es un espacio público urbano en recuperación, muy cercano a la Zona Hotelera de Puerto Ceiba y de la Refinería de Dos Bocas, parte del programa, es recuperación de espacios verdes y la conservación de la flora y la fauna del lugar. Puerto Ceiba es un espacio destinado al ocio y el turismo, por ello, numerosos restaurantes, bares y discotecas se ubican sobre la avenida del malecón hacia la localidad de El Bellote.
En el malecón de Puerto Ceiba, donde se ubica el monumento al cangrejo azul o jaibo, se filmaron algunas escenas de la película Roma del cineasta mexicano Alfonso Cuarón.

#### Barra de Tupilco

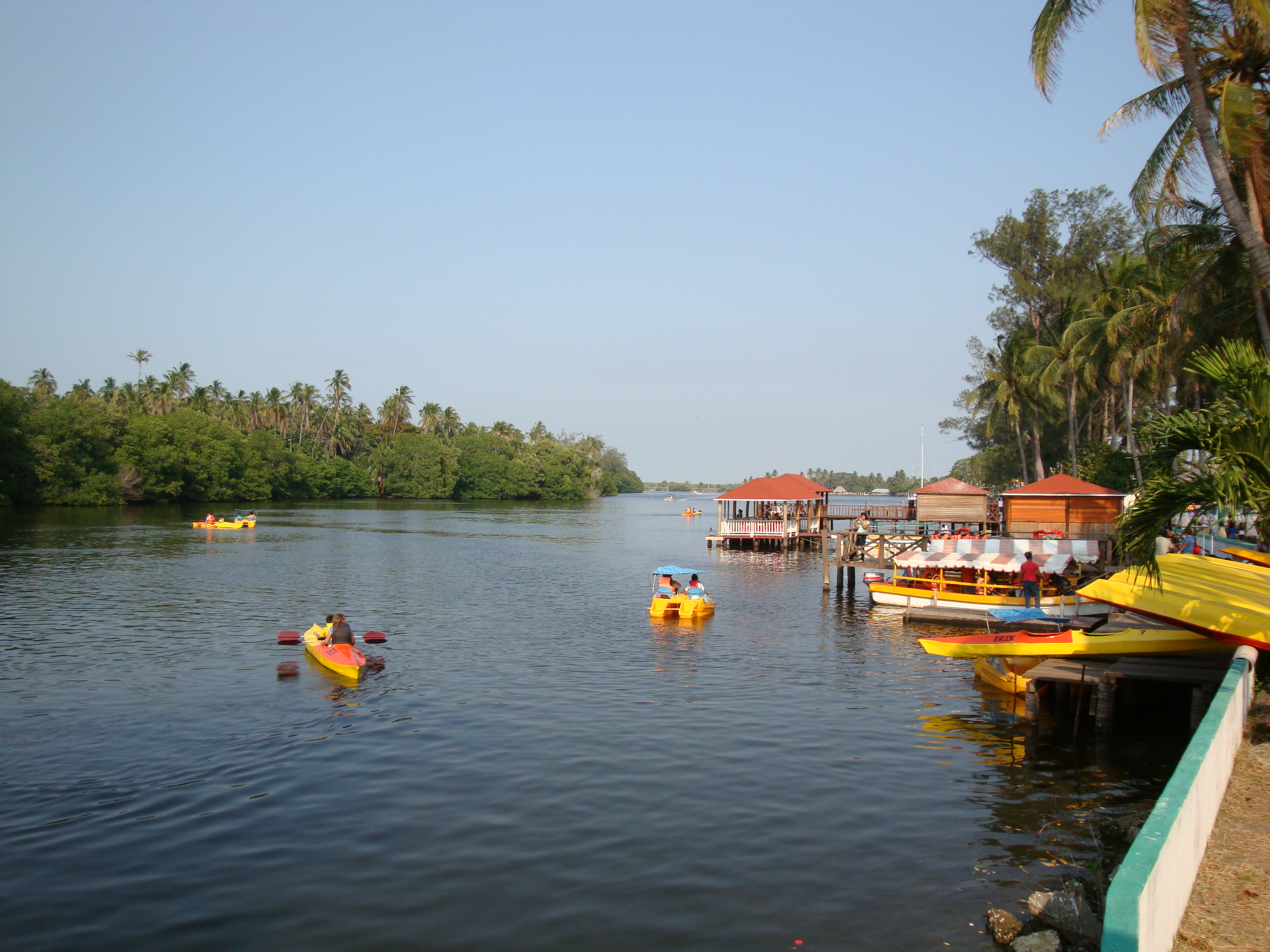
Kayak's en el Malecón de Puerto Ceiba.

Playa muy larga, a mar abierto, de arena fina, color gris. El agua es templada de color azul verde, oleaje moderado y poco profunda hasta 100 m mar adentro. En los períodos vacacionales es bastante concurrida, principalmente en Semana Santa.

### Laguna de Mecoacán
Cuerpo de agua con pequeñas islas de exuberante vegetación de manglar y palmeras, hábitat de infinidad de aves acuáticas como garzas, gaviotas y pelícanos, entre otros. En contraste con la naturaleza sobresale el puente que une a la carretera Paraíso-Chiltepec.
Se puede disfrutar de una maravillosa vista como animales acuáticos muy exhuberantes al mismo tiempo que los terrestres

### Manglares de Mecoacán
Bellos parajes de exuberante vegetación de manglares rojo que puede ser apreciado por el turismo a través de paseo por lancha el cual permite el contacto con la flora y fauna propia de los manglares de tierra tropical.

#### Playas

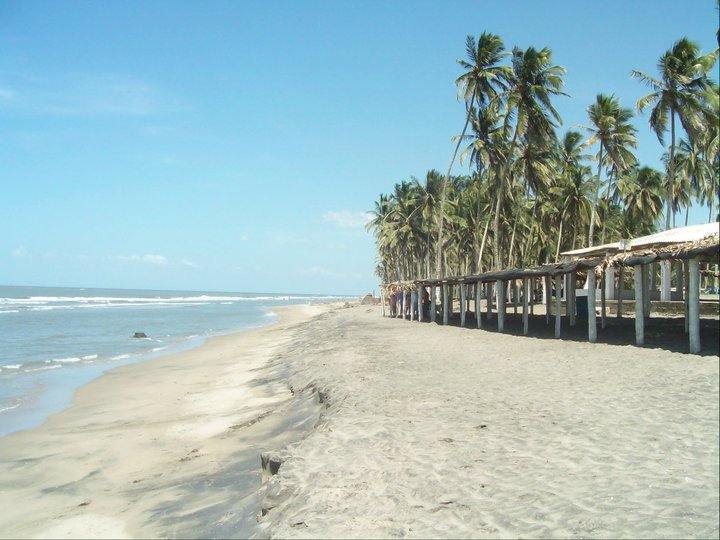
Playa Bruja.

Cerca de la ciudad de Paraíso se localizan las playas de:
- Playa del Sol
- Nuevo Paraíso
- Playa Dorada
- Playa Palmar
- Playa Bruja
- Playa Pelícanos
- Playa Varadero (cerrada por la refinería.)
- Playa Tortugas
- Playa México

Paraíso es el balneario natural de Tabasco, los fines de semana, las vacaciones y los días feriados. Los tabasqueños, turistas nacionales y turistas extranjeros visitan las playas de la entidad contando con una excelente oferta turística sobre el Corredor Paraíso-Bellote-Chiltepec en servicios hoteleros, restauranteros, deportivos y de ocio.

#### Corredores turísticos
El corredor turístico llamado "República de Paraíso" que une a la ciudad de Paraíso con Puerto Ceiba, El Bellote (Miguel de la Madrid) y Chiltepec, cuenta con una gran cantidad de restaurantes de comida típica a base de pescados y mariscos, así como con hoteles de cadenas internacionales de clase ejecutiva.
Hoteles en Paraíso Tabasco

## Fiestas y tradiciones

### Fiestas
- Feria  Municipal: Es una exposición agrícola, ganadera, industrial, artesanal, artística y pesquera: entre el 21 y el 23 de abril.
- Fiesta religiosa en honor a San Marcos: Patrono de la ciudad: 25 de abril.
- Fiesta religiosa de La Candelaria: Se celebra el 2 de febrero.

### Traje típico
Las mujeres, falda larga floreada con bastante vuelo, blusa blanca de algodón con cuello bordado de flores en punto macizo, rebozo y trajes típicos estilizados con coco; los hombres, pantalón y camisa blanca de manta, paliacate rojo al cuello, sombrero chontal, morral, machete y bush.

## Educación
Por ser una de las ciudades más importantes del estado de Tabasco la ciudad de Paraíso, Tabasco cuenta con escuelas importantes tanto públicas y privadas donde los jóvenes pueden acceder a una formación educativa desde niveles básicos hasta nivel Superior.

### Educación superior
- Universidad Politécnica del Golfo de México (UPGM)
- Universidad Vasconcelos de Tabasco (UVT)

### Educación media superior
- Preparatoria Augusto Hernández Olivé (Prefeco)
- Conalep Plantel Paraíso
- Colegio De Bachilleres De Tabasco (Cobatab Plantel no. 34)
- Colegio Paraíso SJS

### Educación básica
Centros de nivel preescolar
- ENRIQUE REBSAMEN
- MARIA LOPEZ JIMENEZ
- JARDÍN DE NIÑOS
- OLDA HERNANDEZ MAGAÑA
- ANDRES CALCANEO DIAZ
- IGNACIO MANUEL ALTAMIRANO
- LUZ OTERO DE COFFIN
- PREESCOLAR COMUNITARIO
- ELBA HERNANDEZ VDA DE SOTO
- FRANCISCO I MADERO
- LAZARO CARDENAS
- LEOBA MADRIGAL DE GIL
- AMERICA ROMERO DE SANTO
- FRANCISCO JAVIER SANTAMARIA
- PETRONILO MAGAÑA JAVIER
- FEDERICO FROEBEL
- PASCUAL LOPEZ LOPEZ
- ERNESTO HERNANDEZ OLIVE
- NIÑOS HEROES
- COLEGIO LEV VIGOTSKY
- DAVID P AUSUBEL
- LEONOR DE LA CRUZ SEVILLA
- 20 DE NOVIEMBRE
- GUADALUPE MARTINEZ DE CORDOVA
- LEONA VICARIO
- JOSE TIQUET
- PREESCOLAR COMUNITARIO
- JARDIN DE NIÑOS DE NUEVA CREACION
- MIRNA MARQUEZ PINTADO
- MUNDO FELIZ
- FRANCISCO DE LA PEÑA MAGAÑA
- CENTRO RURAL INFANTIL
- LUIS DONALDO COLOSIO MURRIETA
- SOR JUANA INES DE LA CRUZ
- ESPERANZA IRIS
- AMADO NERVO
- FILOGONIO REYES HERNANDEZ
- 16 DE SEPTIEMBRE
- GREGORIO TORRES QUINTERO
- ENRIQUE C REBSAMEN
- MANUEL GUZMAN DOMINGUEZ
- BENITO JUAREZ
- ENRIQUE CONRADO REBSAMEN
- ANTONIO MARIA DE BUCARELI Y URZUA
- MARIA MONTESSORI
- RUBEN DARÍO
- GABRIELA MISTRAL
- NELLY JAVIER TEJEDA
- INSTITUTO E HERNANDEZ CARRILLO
- PARAISO
- TOMAS TARACENA HERNANDEZ
- MARIA LILI ARIAS LOPEZ
- SAMUEL MAGAÑA CORTES
- JOSEFA ORTIZ DE DOMINGUEZ
- VICENTE GUERRERO
- CENTRO RURAL INFANTIL
- JOAN KOMENSKY
- AURORA MENDEZ HERNANDEZ
- MARIA MONTESSORI
- 27 DE FEBRERO
- SAMUEL MAGAÑA CORTES
- ELBA HERNANDEZ VDA DE SOTO
- JOSE GUADALUPE DE LA FUENTE ROSADO
- CARLOS PELLICER CAMARA
- CENTRO RURAL INFANTIL
- AGUSTIN MELGAR
- MIRNA MAGAÑA VAZQUEZ
- JEAN PIAGET
- INSTITUTO FREINET

## Deportes

Voleibol de playa en la Playa Palmar.

En Paraíso está el centro deportivo municipal donde se practican diversos deportes. Se llevan a cabo frecuentes torneos de voleibol de playa femenil y varonil a nivel estatal. Otros deportes practicados son el básquetbol, el beisbol, el fútbol y la natación.
- Liga de voleibol (con sede en Paraíso).